# Cryptocephalus etruscus
Cryptocephalus etruscus là một loài bọ cánh cứng trong họ Chrysomelidae. Loài này được Sassi miêu tả khoa học năm 1995.